# Tomass Dukurs
Tomass Dukurs, né le 2 juillet 1981 à Riga, est un skeletoneur letton. Au cours de sa carrière, il a pris part aux Jeux olympiques de 2002 de Salt Lake City où il termine à la vingt-et-unième place et de Vancouver en 2010, où il termine au pied du podium 4e. Son meilleur résultat en Championnat du monde est une cinquième place en 2012. Enfin, en Coupe du monde, il a remporté une épreuve (Sigulda 2004). Son frère Martins Dukurs est également skeletoneur.

## Palmarès

### Championnats du monde
- : médaillé de bronze aux championnats du monde de 2015.

### Coupe du monde
- Meilleur classement général : 2e en 2013, 2014 et 2015
- 32 podiums individuels : 2 victoires, 16 deuxièmes places et 14 troisièmes places.

 Dernière mise à jour le 31 décembre 2021 

#### Détails des victoires en Coupe du monde
| Édition   | Piste   | Total |
| 2003-2004 | Sigulda | 1     |
| 2021-2022 | Sigulda | 1     |

### Championnats d'Europe de skeleton
- : médaillé d'or en 2016.